# Romerolagus diazi
Il coniglio del vulcano (Romerolagus diazi Ferrari-Pérez, 1893) è un mammifero della famiglia dei Leporidi. È l'unica specie del genere Romerolagus Merriam, 1896.

## Descrizione
Il coniglio del vulcano è lungo 27-31,5 cm, le orecchie sono lunghe 4-4,4 cm. Pesa 385-600 g. È forse il coniglio più piccolo del mondo, ha un naso corto e ispido, orecchie piccole, gambe corte e una coda praticamente inesistente. Il suo folto pelo color marrone scuro o nero presenta striature gialle nelle parti superiori del corpo.

## Distribuzione e habitat
Il coniglio del vulcano vive in foreste aperte di pini e in foreste di ontani con fitto sottobosco, ad altitudini di 2800-4250 m. La maggior parte di queste aree presenta siccità invernale, ma copiose precipitazioni estive. La specie è endemica del Messico centrale (lì chiamata Zacatuche o Teporingo) e si trova soltanto sulle pendici di quattro vulcani: Popocatépetl e Iztaccíhuatl nella Sierra Nevada, El Pelado e Tlaloc nella Sierra Chichinautzin. È stato importato dagli inglesi in Sudafrica.

## Biologia
Questa specie principalmente notturna è più attiva prima dell'alba o dopo il tramonto, e si muove attraverso sentieri ben mantenuti nel sottobosco. Vive in gruppi da due a cinque esemplari in zone erbose chiamate zacaton. A volte utilizza tane sotterranee, ma più di frequente si nasconde nell'erba.

## Conservazione
Questo coniglietto poco noto è recentemente scomparso da alcune aree a causa della caccia e della distruzione del suo habitat a causa degli incendi e dell'impoverimento dei terreni. Si stima che la popolazione attuale sia di circa 6500 esemplari, e pertanto la specie, in base ai criteri della IUCN Red List, è considerata in pericolo di estinzione.
La Zoological Society of London, in base a criteri di unicità evolutiva e di esiguità della popolazione, considera Romerolagus diazi una delle 100 specie di mammiferi a maggiore rischio di estinzione.